# Roșiori (okręg Jałomica)
Roșiori – wieś w Rumunii, w okręgu Jałomica, w gminie Roșiori. W 2011 roku liczyła 1900 mieszkańców.